# Gregorio Dávila de Tena
Gregorio Dávila de Tena (Quintana de la Serena, Badajoz, 1959) es un poeta, escritor y editor de contenidos web español.

## Biografía
Estudió licenciatura en Filosofía y Ciencias de la Educación por la Universidad de Sevilla en 1984, ciudad en la que reside. 
Ha sido reconocido con varios premios nacionales e internacionales en poesía por los que el jurado ha decidido publicar su obra. 
En 2004 crea un foro como taller de iniciación al haiku y se publica el libro Clarea el día en 2014.
Varias revistas de poesía y haiku han publicado artículos y poemas suyos. Su estilo se caracteriza por una poesía esencial con predominio de las imágenes, elementos de la naturaleza, cierto tono reflexivo y diálogo intertextual.

## Libros
- 2017, Alma de renacuajo (plaquette), IES Suárez de Figueroa, Zafra.
- 2018, Cuenco de azahar (haiku), Karima editora, Valencia, ISBN 978-84-948554-5-0 [3]
- 2018, Hebra de luz. Ejercicios sobre el Cántico, Diputación de Jaén y Ayto. de Baños de la Encina, ISBN 978-84-617-1660-9 [4]
- 2019, Madre del agua. Por las huellas del Tao, Editorial Cuarto Centenario, Toledo, ISBN 978-84-120233-5-0 [5]
- 2021, Un temblor en las encinas. Biografía de una mirada, Bajamar editores, Gijón, ISBN 978-84-123932-4-8 [6]
- 2022, Un hombre que no conoce Nueva York, Editorial Renacimiento, Sevilla, ISBN 978-84-19231-42-0 [7]
- 2023, Heredar la lluvia, Ayuntamiento de Bujalance, ISBN 978-84-89809-46-8 (pte. alta en BNE).
- 2023, Entre el diamante y la penumbra, Editorial Otres y Radionica, ISBN 978-84-09-52084-8 [8]
- 2024, La limosna de los días, Editorial Cántico, Córdoba, ISBN 978-84-19387-93-6

---
- 2013, Incluido en varias antologías de haiku, siendo las principales Un viejo estanque, Comares,  ISBN 978-84-9045-110-6 [10]
- 2014, Clarea el día. Antología de haiku en castellano, Mandala, ISBN 978-84-8352-990-4 [11]

## Reconocimientos
- 2016, Premio Internacional de Haiku, Museo Histórico Masamune Date.
- 2017, XIX Premio de Poesía García de la Huerta por Alma de renacuajo.[12]
- 2018, XXII Certamen Nacional de Poesía Pepa Cantarero 2018 por Hebra de luz. Ejercicios sobre el Cántico.[13]
- 2019, XXII Premio de Poesía Eladio Cabañero por Madre del agua. Por las huellas del Tao.[14]
- 2021, Primer Memorial Ana de Valle, Premio de Poesía por Un temblor en las encinas. Biografía de una mirada.[15]
- 2021, VIII Premio de Poesía Juana Castro por Un hombre que no conoce Nueva York.[16]
- 2022, XXIX Premio de Poesía Mario López por Heredar la lluvia.[17]
- 2022, XXXIV Premio de Poesía Ciudad de Albacete Barcarola por Entre el diamante y la penumbra.[18]
- 2022, Finalista del XXIX Premio Andalucía de la Crítica Poesía por Un hombre que no conoce Nueva York.[19]
- 2023, XXXI Premio de Poesía Ricardo Molina, por La limosna de los días.[20]